# Quốc hội Hàn Quốc
Quốc hội Hàn Quốc, đầy đủ là Quốc hội Đại Hàn Dân Quốc, là cơ quan lập pháp đơn viện của Hàn Quốc với mỗi nhiệm kỳ 4 năm. Việc thành lập Quốc hội cần tối thiểu là 200 thành viên. Đại biểu Quốc hội không bị hạn chế số nhiệm kỳ. Quốc hội Hàn Quốc hiện có 16 Ủy ban chuyên môn tương ứng với các Bộ, ngành bên Chính phủ. Theo luật định đại biểu phải có số tuổi ít nhất 30. Sau khi các bản Hiến pháp được thay đổi Quốc hội không bị giải tán bởi Tổng thống.
Năm 1990 Quốc hội có 299 đại biểu trong đó 224 được bầu theo khu vực thông qua tổng tuyển cử 1988.
Cuộc bầu cử mới nhất diễn ra ngày 30/5/2017 bầu 246 đại biểu theo đầu phiếu và 54 đại biểu đại diện tỉ lệ; diễn ra sớm 1 năm do vụ việc nữ Tổng thống Park Geun-hye bị luận tội tham nhũng.

## Lịch sử
Các cuộc bầu cử Quốc hội được tổ chức bởi sự giám sát của Liên hợp quốc vào ngày 10/5/1948. Nền Cộng hòa thứ nhất của Hàn Quốc được thành lập ngày 17/7/1948 khi Hiến pháp của Đệ nhất Cộng hòa được thông qua. Quốc hội cũng bầu Tổng thống, và bầu Lý Thừa Vãn, người chống cộng làm Tổng thống ngày 10/5/1948.
Theo Hiến pháp Quốc hội là đơn viện. Sau đó sửa đổi theo Hiến pháp thứ 2 và 3 là lưỡng viện bao gồm Dân Nghị viện (민의원) và Tham nghị viện (Thượng viện/참의원). Nhưng thực tế chỉ có 1 viện vì Dân Nghị viện không thể vượt qua được dự thảo thành lập bởi Thượng viện. Tới năm 1963 chính thức trở thành đơn viện.
Trước năm 1987, trong thời gian Park Chung Hee làm Tổng thống, vai trò của Quốc hội mờ nhạt, Tổng thống giữ nhiều quyền hành trong bộ máy nhà nước. Từ năm 1987, sau tiến trình dân chủ hóa, Quốc hội mạnh lên với các chức năng lập pháp, giám sát, kiểm tra và yêu cầu điều trần đối với Chính phủ. 

## Tổ chức

### Chủ tịch
Điều 48 Hiến pháp quy định Quốc hội bầu Chủ tịch và 2 Phó Chủ tịch.
Chủ tịch Quốc hội là người đứng đầu Quốc hội Hàn Quốc, trên thực tế chỉ có quyền hành như người phát ngôn trong phiên họp. Thời hạn của Chủ tịch và Phó Chủ tịch là 2 năm. Chủ tịch là thành viên không đảng phái, và các Phó chủ tịch không đồng thời là thành viên của Chính phủ.

### Nhóm đàm phán
Đảng Chính trị có số ghế lớn hơn 20 trong Quốc hội được gọi là nhóm đàm phán (교섭 단체/gyoseop danche), được hưởng quyền phủ quyết các đảng nhỏ. Bao gồm giám sát ngân sách Nhà nước, tham gia chương trình nghị sự lãnh đạo Quốc hội.

### Dự thảo luật
Để giới thiệu 1 dự thảo luật cần ít nhất có 10 chữ ký của đại biểu. Sau đó được đưa ra Ủy ban biên tập sửa chữa cho chính xác ngôn từ và hiến định.Và được bỏ phiếu tại Quốc hội.

### Cơ quan trực thuộc
- Ban sự vụ Quốc hội (국회사무처)
- Thư viện Quốc hội (국회도서관)
- Ban dự toán ngân sách Quốc hội (국회예산정책처)
- Ban điều tra lập pháp Quốc hội (국회입법조사처)
- Ủy ban Thường vụ (상임위원회)

1. Ủy ban vận doanh Quốc hội (국회운영위원회)
2. Ủy ban Tư pháp pháp chế Quốc hội (법제사법위원회)
3. Ủy ban Chính vụ(정무위원회)
4. Ủy ban Tài chính kế hoạch (기획재정위원회)
5. Ủy ban Thông tin truyền thông khoa học sáng tạo (미래창조과학방송통신위원회)
6. Ủy ban Văn hóa giáo dục thể thao du lịch (교육문화체육관광위원회)
7. Ủy ban Thống nhất đối ngoại (외교통일위원회)
8. Ủy ban Quốc phòng (국방위원회)
9. Ủy ban An toàn hành chính (안전행정위원회)
10. Ủy ban Thủy sản, hải dương, nông lâm súc sản, thực phẩm (농림축산식품해양수산위원회)
11. Ủy ban Tài nguyên thông thương sản nghiệp (산업통상자원위원회)
12. Ủy ban Y tế phúc lợi (보건복지위원회)
13. Ủy ban Lao động việc làm (환경노동위원회)
14. Ủy ban Địa chính giao thông (국토교통위원회)
15. Ủy ban Tình báo (정보위원회)
16. Ủy ban Phụ nữ gia đình (여성가족위원회)

## Đại biểu
Để trở thành đại biểu Quốc hội phải là công dân Hàn Quốc từ đủ 25 tuổi trở lên, không vi phạm pháp luật. Tiêu chuẩn không buộc phải cư trú ở Hàn Quốc, nhưng thực tế đến nay chưa có người nào không sinh sống ở Hàn Quốc mà trở thành đại biểu Quốc hội.
Những người không được ứng cử đại biểu Quốc hội bao gồm: 
- người thiểu năng về trí tuệ;
- người phạm tội bị Tòa án phán quyết không được bầu cử;
- người đã bị phạt tù, nhưng hết hạn tù chưa quá 10 năm;
- người đã có hành vi tham nhũng hoặc đã bị phạt đến 01 triệu won do vi phạm pháp luật về bầu cử.

Ứng cử viên đại biểu Quốc hội được quyền đăng ký ứng cử ở địa phương khác với nơi cư trú, nhưng chỉ được đăng ký ở 1 đơn vị bầu cử (đại biểu Quốc hội là của cả nước). Mỗi đơn vị bầu cử ở Hàn Quốc thường có 5 đến 15 ứng cử viên trong danh sách. Nhưng vì có quy định việc đăng ký danh sách chỉ trong 2 ngày nên cũng có trường hợp chỉ có 2 ứng cử viên ở danh sách của 1 đơn vị bầu cử.
Hàn Quốc quy định: đại biểu Quốc hội không đồng thời là đại biểu Hội đồng nhân dân; Chủ tịch tỉnh không được ứng cử đại biểu Quốc hội.  Người dân Hàn Quốc nhìn nhận đại biểu Quốc hội là nhà chính trị, là chính khách chuyên nghiệp, họ bầu chọn đại biểu từ những người có khả năng đóng góp được nhiều cho đất nước, phục vụ tốt cho nhân dân.
Ngoài ra theo Hiến pháp đại biểu còn có quyền miễn truy tố và nghĩa vụ của đại biểu
Điều 44
1. Trong thời gian kỳ họp của Quốc hội, không đại biểu Quốc hội nào bị bắt hoặc giam giữ mà không có sự đồng ý của Quốc hội, ngoại trừ trường hợp phạm tội quả tang.
2. Trong trường hợp một đại biểu Quốc hội bị bắt hoặc giam giữ trước khi khai mạc một kỳ họp Quốc hội, đại biểu đó phải được trả tự do trong thời gian của kỳ họp theo yêu cầu của Quốc hội, ngoại trừ trường hợp phạm tội quả tang.

Điều 45
1. Không đại biểu Quốc hội nào phải chịu trách nhiệm bên ngoài Quốc hội về các ý kiến chính thức đã phát biểu hoặc về việc bỏ phiếu của mình tại Quốc hội.

Điều 46
1. Đại biểu Quốc hội có nhiệm vụ duy trì chuẩn mực cao về liêm chính
2. Đại biểu Quốc hội phải ưu tiên lợi ích quốc gia và thực hiện các nhiệm vụ của mình phù hợp với lương tâm.
3. Đại biểu Quốc hội không được thông qua việc lạm dụng chức vụ, quyền hạn của mình để đòi hỏi các lợi ích về tài sản hoặc chức vụ, hay giúp người khác làm điều tương tự qua các hợp đồng hoặc qua việc xử lý công việc của Nhà nước, các tổ chức công quyền hoặc các ngành công nghiệp.

## Phiên họp
Quốc hội họp 1 năm 1 lần và được triệu tập theo yêu cầu của Tổng thống hay 1/4 số đại biểu Quốc hội.
Thời gian họp không quá 100 ngày và thời gian của kỳ họp bất thường không quá 30 ngày. Nếu Tổng thống yêu cầu phiên họp bất thường thời gian và lý do yêu cầu kỳ họp phải được nêu rõ.
Các kỳ họp Quốc hội được công khai, trừ trường hợp đa số thành viên có mặt quyết định, hoặc khi Chủ tịch Quốc hội xét thấy cần thiết vì lợi ích an ninh quốc gia thì Quốc hội có thể họp kín. Việc công khai tiến trình của các phiên họp kín sẽ do luật định.

## Quyền hạn
Quốc hội có quyền hạn:
- Thảo luận và quyết định về dự luật ngân sách quốc gia.
- Cơ quan Hành pháp soạn thảo dự luật ngân sách cho mỗi năm tài chính và đệ trình Quốc hội trong thời hạn chín mươi ngày trước ngày bắt đầu của năm tài chính mới. Quốc hội quyết định về dự luật ngân sách quốc gia trong vòng ba mươi ngày trước ngày bắt đầu năm tài chính mới.
- Nếu dự luật ngân sách quốc gia không được thông qua trước khi bắt đầu năm tài chính, trên cơ sở ngân sách của năm tài chính trước đó, cơ quan Hành pháp có thể giải ngân cho các mục đích sau đây cho đến khi dự luật ngân sách được thông qua bởi Quốc hội:

1. Duy trì và vận hành hoạt động của các cơ quan và các cơ sở được thành lập theo Hiến pháp hoặc các đạo luật;
2. Thực hiện các khoản chi bắt buộc theo quy định của pháp luật;
3. Tiếp tục các dự án trước đó đã được phê duyệt trong ngân sách.

- Phê duyệt tổng thể việc duy trì một quỹ dự trữ. Việc chi tiêu của quỹ dự trữ sẽ được phê chuẩn trong kỳ họp tiếp theo của Quốc hội.
- Thông qua việc ký kết và phê chuẩn các điều ước quốc tế liên quan đến tương trợ và hỗ trợ an ninh; các điều ước quốc tế liên quan đến các tổ chức quốc tế quan trọng; các điều ước hữu nghị, thương mại và hàng hải; các điều ước quốc tế liên quan đến bất kỳ sự hạn chế nào về chủ quyền; các điều ước hòa bình; các điều ước quốc tế phát sinh nghĩa vụ tài chính quan trọng đối với Nhà nước hoặc nhân dân; và các điều ước quốc tế liên quan đến vấn đề lập pháp.
- Phê chuẩn việc tuyên bố chiến tranh, việc gửi lực lượng vũ trang ra nước ngoài và việc đóng quân của lực lượng đồng minh nước ngoài trên lãnh thổ Hàn Quốc.
- Kiểm tra công việc của nhà nước hoặc điều tra những vấn đề cụ thể trong hoạt động của nhà nước, có quyền yêu cầu việc đệ trình các tài liệu liên quan trực tiếp đến các vấn đề đó, có quyền yêu cầu sự có mặt của một nhân chứng để cung cấp chứng cứ hoặc báo cáo quan điểm.
- Khi có yêu cầu của Quốc hội hoặc các ủy ban của Quốc hội, Thủ tướng Chính phủ, các thành viên của Hội đồng Nhà nước, các đại diện của Chính phủ phải tham dự bất kỳ cuộc họp nào của Quốc hội và trả lời các câu hỏi. Nếu Thủ tướng Chính phủ hoặc thành viên Hội đồng Nhà nước được yêu cầu tham dự, Thủ tướng Chính phủ hoặc thành viên Hội đồng Nhà nước có thể có các thành viên Hội đồng Nhà nước hoặc các đại diện của Chính phủ tham dự các cuộc họp của Quốc hội và trả lời câu hỏi.
- Quốc hội có thể thông qua một đề nghị bãi nhiệm Thủ tướng Chính phủ hoặc một thành viên Hội đồng Nhà nước. Để đưa ra một đề nghị bãi nhiệm cần phải có sự nhất trí của ít nhất một phần ba tổng số đại biểu Quốc hội và đề nghị đó chỉ được thông qua với số phiếu nhất trí của đa số trong tổng số các đại biểu Quốc hội.
- Quốc hội có thể xây dựng các quy định về thủ tục làm việc và các nội quy của mình nhưng không được mâu thuẫn với luật.
- Quốc hội có thể xem xét các tư cách của các đại biểu và có thể có thể thực hiện các hình thức kỷ luật đối với các đại biểu.
- Việc bãi nhiệm một đại biểu Quốc hội cần phải có sự chấp thuận của tối thiểu hai phần ba tổng số đại biểu Quốc hội trong một cuộc biểu quyết.
- Trong trường hợp Tổng thống, Thủ tướng Chính phủ, các thành viên của Hội đồng Nhà nước, Bộ trưởng, các thẩm phán Tòa án Hiến pháp, các thẩm phán, các thành viên của Ủy ban Bầu cử Trung ương, Chủ tịch và các thành viên của Ban Kiểm toán và Thanh tra, và các công chức khác theo luật định đã vi phạm Hiến pháp hay luật khác trong khi thực thi công vụ, Quốc hội có thể thông qua một đề xuất để đàn hạch.
- Đề xuất đàn hạch có thể được đề nghị bởi tối thiểu một phần ba tổng số đại biểu Quốc hội và cần có sự chấp thuận của đa số trong tổng số đại biểu Quốc hội để thông qua. Riêng đối với trường hợp đề xuất đàn hạch Tổng thống, cần được đề nghị bởi đa số 81 trong tổng số đại biểu Quốc hội và phải được chấp thuận bởi tối thiểu là hai phần ba tổng số đại biểu Quốc hội.
- Khi một đề xuất đàn hạch được thông qua, người bị đề xuất đàn hạch sẽ bị đình chỉ thực hiện quyền hạn của mình cho đến khi việc đàn hạch được kết luận.
- Hệ quả của quyết định đàn hạch không được mở rộng ra ngoài việc bãi nhiệm khỏi công vụ nhưng không miễn trừ người bị đàn hạch khỏi trách nhiệm dân sự hoặc hình sự.